# Scotoleon nigrilabris
Scotoleon nigrilabris is een insect uit de familie van de mierenleeuwen (Myrmeleontidae), die tot de orde netvleugeligen (Neuroptera) behoort. 
Scotoleon nigrilabris is voor het eerst wetenschappelijk beschreven door Hagen in 1888.